# クライミングチョック
クライミングチョックは、ロッククライミングで使われる確保器具の登山用具の一つ。
代表的な製品として、宇宙航空学技術者でクライマーでもあったL・ジャーダインが設計した「フレンド・カム・ロック」がある。「カムディバイス」、「カミングデヴァイス」などとも称する。

## 概要
大きさは指より小さいものから、手の幅より大きいものまでがある。4枚、もしくは3枚の可動式の扇形のカムが、それぞれ独自にスプリングで動いて広がる構造になっている。トリガーを引くとカムの幅が狭くなり、その状態で岩の割れ目に差し込み、トリガーを戻すとそれぞれのカムは独自に動いて凹凸のある複雑な岩の割れ目に対応して密着し、クライマーの墜落を防ぐ支点に出来る。最近では出来るだけ岩を傷つけないよう、ハーケン等を打ち込まないクリーンクライミングが主流となっており、登った痕跡を岩に一切残さないため非常に優れた器具であり、リムーバブル・プロテクションと呼ばれている。
日本において、長らくナチュラル・プロテクションとして認識されてきたが、本来、欧米ではナチュラル・プロテクションとは、立ち木や石など自然の物を利用した支点を指す。
商品名としてはワイルドカントリー社が「フレンズ」、C.C.H.社が「エイリアン」、ブラックダイヤモンド社が「キャメロット（Camalot 」を使っている。